# Hans Henriksson
Hans Erik Henriksson, född 12 februari 1954 i Åre, Jämtlands län, är en svensk skådespelare.
Henriksson gick ut Teaterhögskolan i Stockholm 1982. Han filmdebuterade 1992 i Den demokratiske terroristen.

## Filmografi
- 1992 – Den demokratiske terroristen
- 1994 – Pillertrillaren
- 1994 – Sixten
- 1995 – Tre Kronor (TV-serie)
- 1997 – Ogifta par
- 1998 – Pip-Larssons (TV-serie)
- 1998 – Zingo
- 1999 – Dödsklockan
- 1999 – Rederiet (TV-serie)
- 1999 – S:t Mikael (TV-serie)
- 1999 – Sjätte dagen (TV-serie)
- 1999 – Nya tider (TV-serie) (till och med 2000)
- 2004 – Framom främsta linjen
- 2004 – The Return of the Dancing Master

## Teater

### Roller (ej komplett)
| År   | Roll | Produktion                                  | Regi             | Teater         |
| ---- | ---- | ------------------------------------------- | ---------------- | -------------- |
| 1994 |      | Kung Lear (King Lear) William Shakespeare   | Magnus Bergquist | Riksteatern    |
| 2010 |      | Vildanden Henrik Ibsen                      | Torbjörn Astner  | Östgötateatern |
| 2010 |      | Familjen (August: Osage County) Tracy Letts | Tereza Andersson | Östgötateatern |